# خوان سان مارتين
خوان سان مارتين (بالإسبانية: Juan Manuel San Martín) (20 يناير 1994 بريفيرا في الأوروغواي - ) هو لاعب كرة قدم أوروغواني في مركز الهجوم. شارك مع منتخب الأوروغواي تحت 17 سنة لكرة القدم. أما مع النوادي، فقد لعب مع بنيارول ولوليتيانو ونادي بنفيكا وسنترال إسبانيول وS.L. Benfica B ‏ ونادي فارنزي.

## وصلات خارجية
- خوان سان مارتين على موقع الاتحاد الدولي (مؤرشف)  (الإنجليزية)
- خوان سان مارتين على موقع قاعدة بيانات كرة القدم.إي يو (الإنجليزية)
- خوان سان مارتين على موقع Soccerway.com (الإنجليزية)